# Niederfüllbach

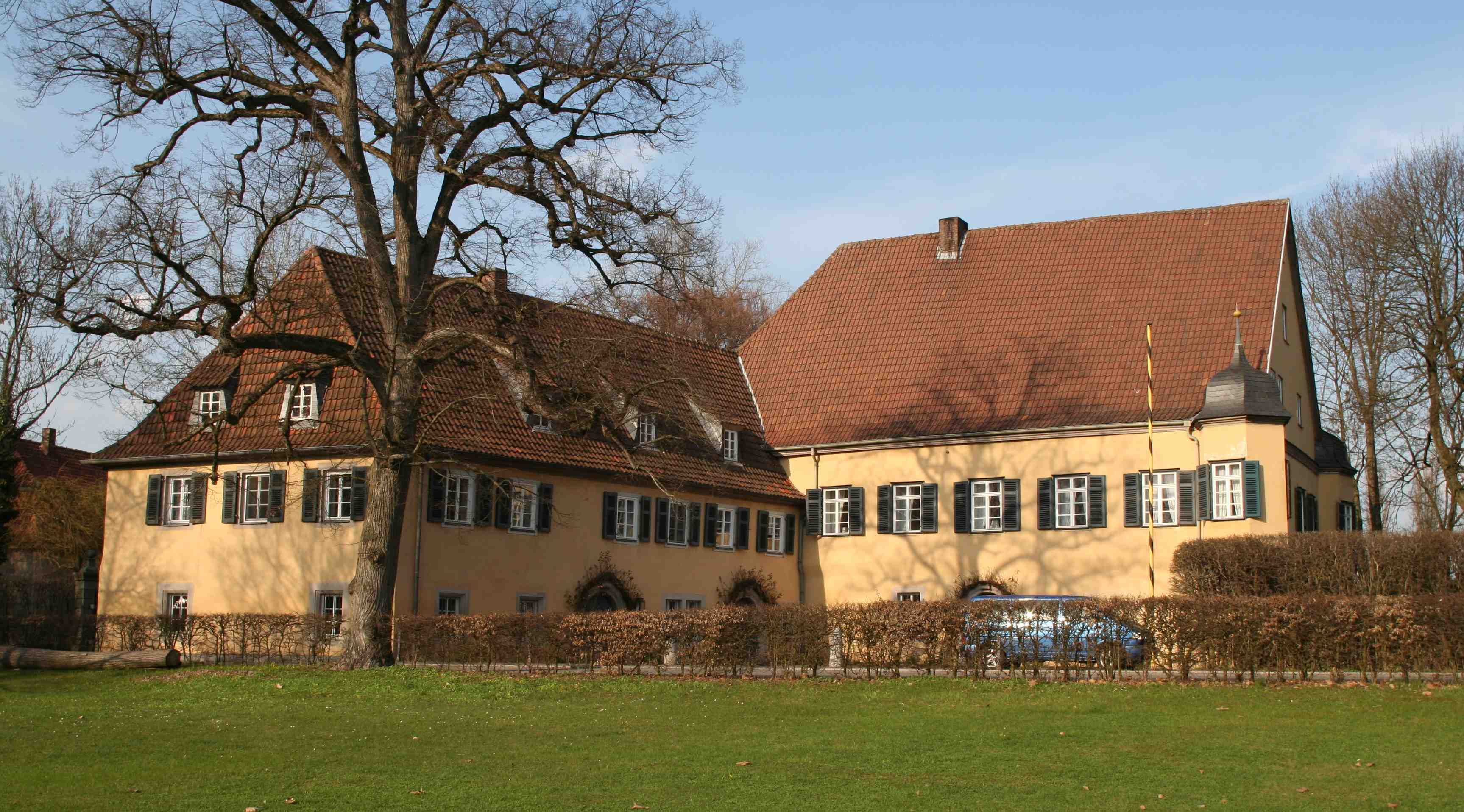
Zamek Niederfüllbach

Niederfüllbach – miejscowość i gmina w Niemczech, w kraju związkowym Bawaria, w rejencji Górna Frankonia, w regionie Oberfranken-West, w powiecie Coburg, wchodzi w skład wspólnoty administracyjnej Grub am Forst. Leży około 5 km na południe od Coburga, nad rzeką Itz, przy drodze B4, B303 i liniach kolejowych Bamberg – Lichtenfels – Coburg i Rossach – Coburg.